# Іван Ляхов
Іван Ляхов (18 століття  — 1800 ) — російський промисловець, дослідник Новосибірського архіпелагу.
Навесні 1770 року по льоду на санях здійснив подорож на північ у напрямку відкритих козаками Яковом Пермяковим та Меркурієм Вагіним островів, а потім попросив монопольного права на збирання мамонтової кістки та полювання на песців.
Катерина II видала спеціальний указ, що дозволяв це Івану Ляхову. Крім того, вона постановила: два острови, ним відвіданих, іменувати надалі Ляховськими (відповідно «Великим» та «Малим»).
У 1773–1774 роках Ляхов відкрив ще один острів, пізніше названий Котельним. У рамках своєї останньої експедиції, проведеної в 1775 році, залишив докладну карту Великого Ляховського острова.